# Tetraneura chui
Tetraneura chui är en insektsart. Tetraneura chui ingår i släktet Tetraneura och familjen långrörsbladlöss. Inga underarter finns listade i Catalogue of Life.